# Földimogyoró
A földimogyoró vagy amerikaimogyoró (Arachis hypogaea) a kétszikűek (Magnoliopsida) osztályába a hüvelyesek (Fabales) rendjébe és a pillangósvirágúak (Fabaceae) családjába tartozó faj.
Neve ellenére nem a mogyoró (Corylus) nemzetség faja, s a mogyorókkal való rokonsága is meglehetősen távoli. Jóval közelebbi rokonságban áll például a borsóval vagy a babbal, mivel mindhárman a bükkönyformák közé tartoznak.

## Előfordulása
Dél-Amerikából származik.

## Élőhelye
Melegigényes növény, kedveli a napfényt. Már gyenge árnyékban mattá válnak zöld levelei. Vízigénye közepes és változó. Homokos talajok megfelelők a számára, nem igényel sok tápanyagot. A növény érdekessége, hogy a virágok megtermékenyülés után a földbe húzódnak és ott nevelik magvaikat. Többször töltögetni kell, mint a burgonyát.

## Megjelenése
Bokros és fekvő fajtái ismeretesek. Bokros fajtáinak szára az 50–60 centimétert is elérheti. A fekvő típusúak oldalirányban nőnek, kb. 15–20 centiméteresek lesznek.
|  |  |

## Felhasználása
A világ földimogyoró termésének mintegy feléből mogyoróvaj készül.
Vitaminokban gazdag magjaiból fűszer és olaj is készül, a Föld második legfontosabb olajnövénye (az olajpálma után). A magban 40–50% olaj található, mely omega-3 zsírsavat nem tartalmaz. Felhasználása igen sokoldalú. Az élelmiszeripar lisztté őrölve is felhasználja, de egészben natúr állapotban vagy pörkölve, sózva, vagy mézzel is fogyasztható.
Olajpogácsája és lombja magas értékű állati takarmányként hasznosítható.

## Összetevői
Több, mint 50%-a zsír, ami – a többi diófélékhez hasonlóan – nagyrészt telítetlen zsírsavakból tevődik össze. Fehérjetartalma 26%, ezen kívül B-és E-vitaminokat, valamint kalciumot és magnéziumot is tartalmaz jelentősebb mennyiségben.

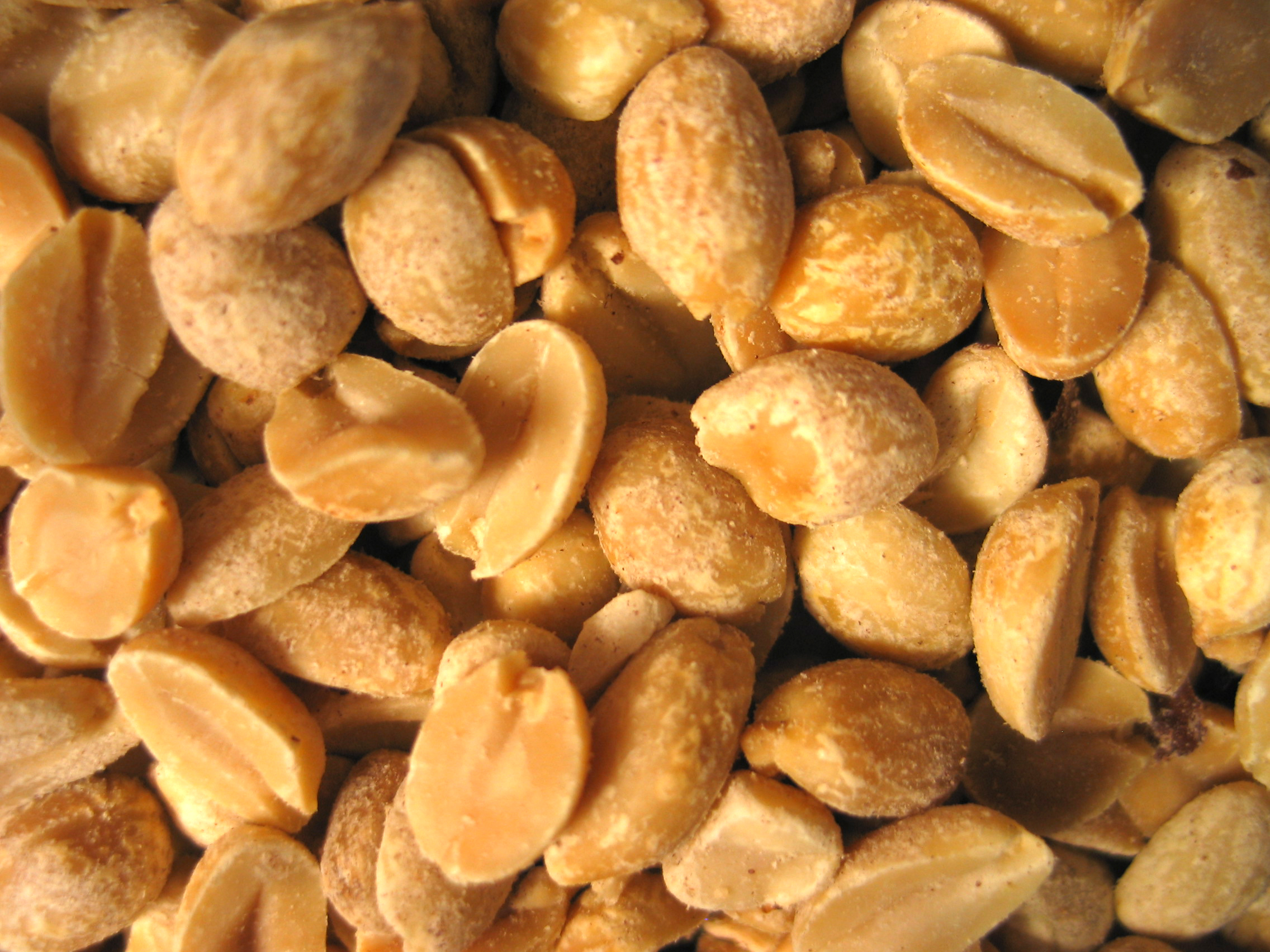
Pörkölt földimogyorómagvak

## Források

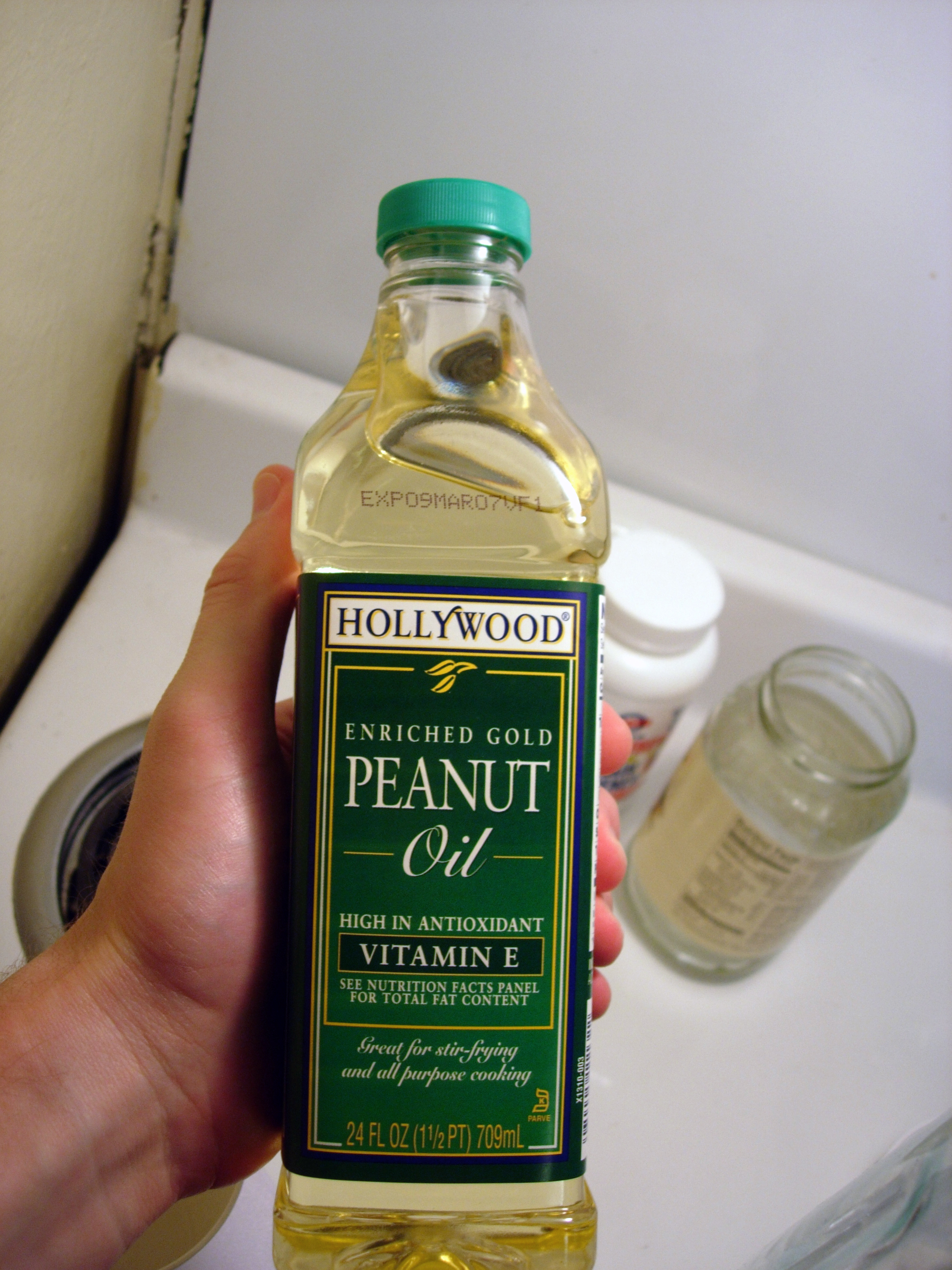
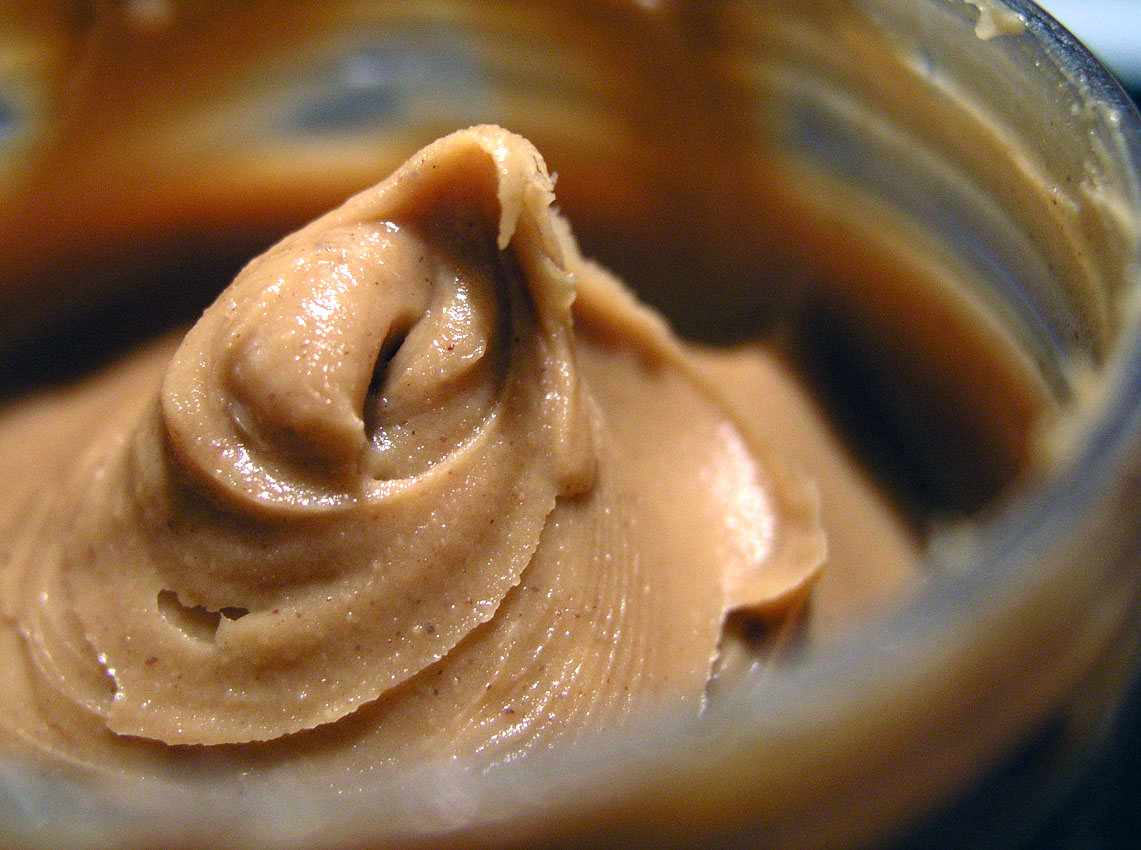
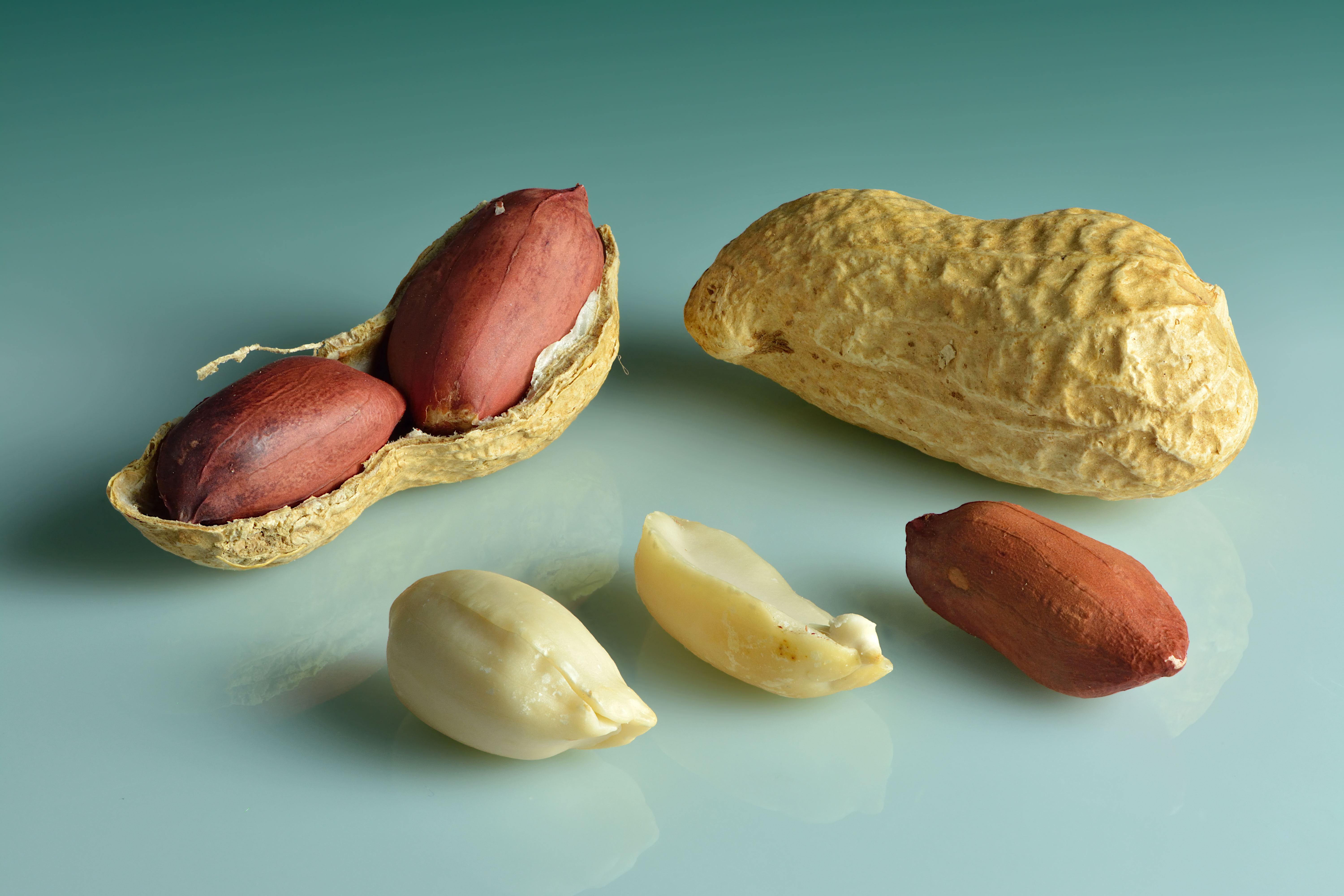
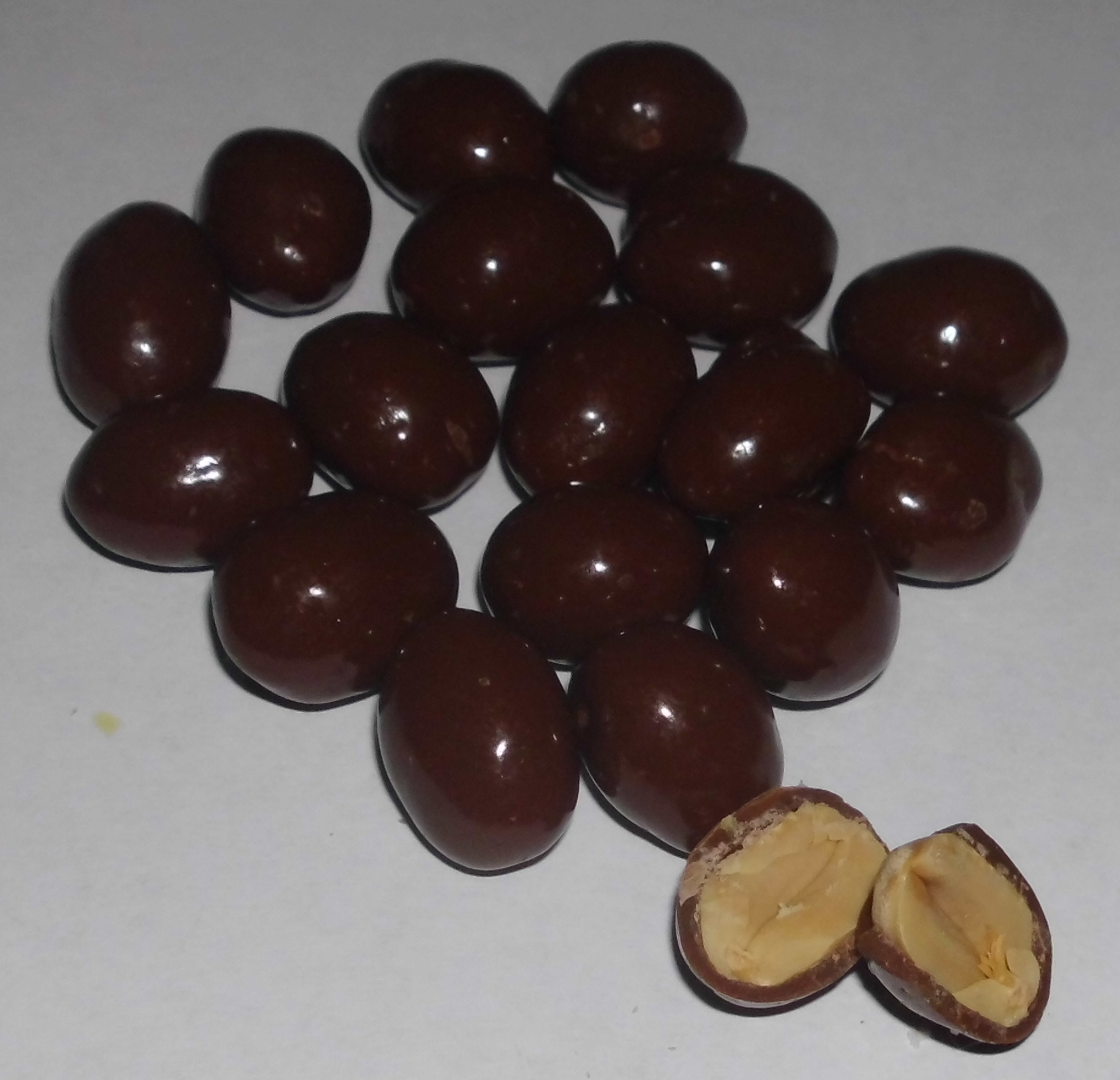